# STS-109
STS-109 foi uma missão de serviço do Telescópio Espacial Hubble. Utilizando o Columbia em Março de 2002, as cinco atividades no espaço foram um sucesso.

## Tripulação
| Posição                  | Astronauta        |
| ------------------------ | ----------------- |
| Comandante               | Scott Altman      |
| Piloto                   | Duane Carey       |
| Especialista de missão 1 | Nancy Currie      |
| Especialista de missão 2 | James Newman      |
| Especialista de missão 3 | Richard Linnehan  |
| Especialista de missão 4 | Michael Massimino |
| Especialista de carga    | John Grunsfeld    |

## Missão
A finalidade da STS era consertar o Telescópio Espacial Hubble (HST). Foi o primeiro voo da Columbia após um ano e meio de modificações (sua missão anterior foi a STS-93). Durante a missão, os astronautas instalaram um novo instrumento científico, a Máquina Fotográfica para Pesquisa (Advanced Camera for Surveys, ACS), novos painéis solares, nova Unidade de  Controle de Força e um novo Sistema de refrigeração para a Câmera de Multi-objectos Infravermelha e Espectômetra . A STS-109 também recolocou o Hubble numa órbita mais alta.
Os astronautas da STS-109 realizaram um total de cinco atividades extraveiculares em cinco dias consecutivos, para realizar a manutenção e melhorias no  Hubble. Os astronautas que realizaram essas atividades receberam ajuda de seus colegas de tripulação, dentro do ônibus espacial. A especialista de missão Nancy Currie operou o braço do robô do ônibus. O comandante Scott Altman a auxiliava. O piloto Duane Carey e Altman documentaram a caminhada no espaço em vídeo, que foi exibido pela NASA TV.
A STS-109 acumulou um total de 35 horas e 55 minutos de EVA. Após esta missão, um total de dezoito Atividades extra-veiculares foram conduzidas durante quatro missões de manutenção do Hubble (as outras foram a STS-61, STS-82, STS-103 and STS-125), formando um total de 129 horas por 14 astronautas diferentes.
A missão também foi o penúltimo voo do Columbia; na sua próxima missão, STS-107, o ônibus foi desintegrado durante a reentrada,com perda de toda a tripulação.
A STS-109 foi considerada um lançamento noturno, apesar do lançamento ter ocorrido de manhã, porque o nascer do sol ocorreu às 6:47 da manha, e o Columbia foi lançado às 6:22 da manhã, portanto 25 minutos antes do nascer do sol.

### Atividades extraveiculares
| N°.  | Astronautas                  | Início - UTC            | Fim - UTC               | Duração     | Comentários |
| ---- | ---------------------------- | ----------------------- | ----------------------- | ----------- | --- |
| 213. | Grunsfeld & Richard Linnehan | 4 de Março, 2002, 06:37 | 4 de Março, 2002, 13:38 | 7 h, 01 min | Substituição da placa solar direita                                                                             |
| 214. | Newman & Michael Massimino   | 5 de Março, 2002, 06:40 | 5 de Março, 2002, 13:56 | 7 h, 16 min | Substituição da placa solar direita e do Conjunto da Roda de Reação (RWA)                                       |
| 215. | Grunsfeld & Linnehan         | 6 de Março, 2002, 08:28 | 6 de Março, 2002, 15:16 | 6 h, 48 min | Substituição da Unidade de Controle de Força (PCU)                                                              |
| 216. | Newman & Massimino           | 7 de Março, 2002, 09:00 | 7 de Março, 2002, 16:30 | 7 h, 30 min | Substituição da "Câmera de Objetos Fracos" (Faint Object Camera) por uma nova Câmera Avançada de Pesquisa (ACS) |
| 217. | Grunsfeld & Linnehan         | 8 de Março, 2002, 08:46 | 8 de Março, 2002, 16:06 | 7 h, 20 min | Substituição do sistema de refrigeração do NICMOS                                                               |